# Mihailo Petrović
Mihailo Petrović (in serbo Mихaилo Пeтpoвић?; Loznica, 18 ottobre 1957) è un allenatore di calcio ed ex calciatore austriaco con cittadinanza serba, di ruolo difensore.

## Palmarès

### Allenatore

#### Competizioni nazionali
- Supercoppa del Giappone: 1

Sanfrecce Hiroshima: 2008
- J2 League: 1

Sanfrecce Hiroshima: 2008
- Coppa J. League: 1

Urawa Red Diamonds: 2016

#### Competizioni internazionali
- Coppa Suruga Bank: 1

Urawa Red Diamonds: 2017
- AFC Champions League: 1

Urawa Red Diamonds: 2017